# Bohemian Rhapsody
A Bohemian Rhapsody a tizenegyedik dal a brit Queen rockegyüttes 1975-ös A Night at the Opera albumáról. Szerzője Freddie Mercury énekes volt.
Felvételei 1975 augusztusa és szeptembere között három hétig tartottak, ennek során 24 sávos felvételi technológiát alkalmaztak, és egy 180 tagú kórus atmoszféráját teremtették meg. A dal három elkülönülő szakaszra osztható: a bevezető lassú, lírai részre, a középső operabetétre, és a befejező heavy metal szakaszra.
Mivel majdnem hat perc hosszú volt, ezért nem volt egyértelmű a kiadónál, hogy megjelenhet-e kislemezen, de az együttes ragaszkodott hozzá. Az első helyet érte el a brit slágerlistán, és kilenc hétig volt listavezető, ami a maga idejében rekordnak számított. Mercury halála után, 1991-ben újra kiadták kislemezen, és újra sikereket ért el, az eredeti kiadással ellentétben immár Amerikában is.
Híres videóklip készült a dalhoz, amely az egyik legelső kifejezetten promóciós céllal készült kísérőfilm volt. A klip kezdetén az együttes a Queen II album borítóján szereplő kép nyomán pózol, az operaszakasznál pedig pár akkoriban modern vizuális effektust is alkalmaztak.
Már megjelenése idején is nagyrészt pozitív kritikákat kapott, több kiadvány év végi listájára felkerült. Idővel az együttes és a rocktörténelem egyik legelismertebb alkotása lett, rendszeresen felkerül a kritikusok „minden idők legjobb dalai” listáira, és a zenehallgatók által összeállított listákra. Angliában a harmadik legnagyobb példányban elkelt kislemez.

## Háttér és felvételek
Mercury elmondása szerint régóta foglalkoztatta egy ilyen stílusú dal felvétele, de csak a negyedik album idejére szánta el magát véglegesen. Három dalt gyúrt egybe, így jött létre a háromtételes mű. Az A Night at the Opera felvételének idején megmutatta az együttes producerének, Roy Thomas Bakernek a kezdetleges tervezetet, aki így emlékezett erre vissza: „Egy éjjel elmentünk vacsorázni, és találkoztam Freddie-vel a kensingtoni lakásán. Odaült a zongorához, és azt mondta: »szeretném lejátszani a dalt, amin épp dolgozom«. Lejátszotta az első részt, majd azt mondta: »ez az akkordsorozat«, ezt követte egy átmeneti rész, és bár nem volt még szövege, sejtettem, hogy egy balladaszerű dalról lehet szó. Tovább játszott, majd hirtelen megállt, és így szólt: »ez az, ahol az operaszekció bejön«”.
A dal felvételei 1975. augusztus 24-én kezdődtek, és három teljes hétig tartottak – akkoriban általában egy egész albumot vettek fel ennyi idő alatt. A munka teljesen Mercury dalszerzői irányítása alatt zajlott, elmondások szerint a dal minden részletét saját maga tervezte, és felügyelte a kivitelezését. Kezdetnek a zongora, basszusgitár, dob részeket, és a fő vokált vették fel két napon keresztül a Rockfield stúdióban. Elkészítették a bevezető részt, és külön felvették a befejező heavy metal részt. 
A dal közepén Mercury kérésére kihagytak egy szakaszt, Taylor szerint ők hárman akkor még nem tudtak az opera szekcióról, ezért meglepőnek tartották a kérést. Viszont az alapot erre a részre is el kellett készíteni, ami Baker elmondása szerint nehéz feladat volt, mert normális esetben a fő vokál meghatározza a háttérvokál menetét, így viszont először kellett felvenniük a háttérvokált, majd később arra a fő vokált. A rétegezett gitár és vokálhangzást a Scorpion, Sarm East, valamint a Roundhouse stúdiókban vették fel. Sokat kísérleteztek May Red Specialjának a bemikrofonozásával. May VOX AC30-as erősítőiről hiányoztak a hátlapok, ezért betettek néhány mikrofont mögéjük és a falak közé is, hogy környezeti zajokat és a gitár teljes spektrumát be tudják fogni. Egyes mikrofonok elé fém és beton csöveket illesztettek, hogy egyfajta tülkölő hanghatást érjenek el.
Mercury nem hagyta rá teljesen Mayre a gitárhangzás kidolgozását, ahogy May emlékszik: „félrevont, és azt mondta »ez az a pont, ahol szükség lesz a szólóra, és ezeket az akkordokat szeretném ha használnád«. Így a szóló akkordmenete hasonlít az előtte lévő versszakéhoz, de a végén már behoztam pár új akkordot is, hogy előkészítsem az átmeneti részt a következő szakaszba.”
Bár Mercury a felvételek elején mindössze harminc másodpercesre tervezte az opera részt – ezt előre közölte Bakerrel is –, a felvételek során napról napra új ötletekkel toldotta meg, így közel egypercesre nyújtva azt. Ennek a résznek a felvétele egy hétig tartott, nem utolsósorban az állandó változtatások miatt. Gary Lagan, a hangmérnök asszisztense így emlékszik erre: „Az opera rész felvétele hét napig tartott, napi 10-12 óra folyamatos énekléssel és röhögéssel, mert olyan mulatságosnak találtuk, hogy állandóan kibukott belőlünk. Megcsináltuk az elejét és a rock részt, de a közepét alaposan meg kellett szerkeszteni. Egyre nyújtottuk aszerint, hogy alakult a vokális anyag, mert Freddie megdöbbentő ötletekkel állt elő. Egyszer azzal jött, hogy van néhány ötlete a kórushoz, s akkor beraktunk néhány Galileót…”
Az együttes tagjai napi tíz-tizenkét órán keresztül énekeltek, míg megkapták a végső keveréshez szükséges felvételmennyiséget. A hangszerek és a vokálok felvétele után kétnapos keverőmunkával fejezték be a dalt, amelyet Baker és Mercury az év októberében, a Sarm East stúdióban végeztek el. Pályafutásuk során először 24 sávos felvételi technikával dolgozhattak, és a dal ténylegesen kihasználta a technika minden lehetőségét: Lagan szerint 10-12 csatornát foglalt el a ritmusszekció, a zongora és a ritmusgitár, a maradék 12 csatorna a vokálnak volt fenntartva. Baker állítása szerint a felvételek jó hangulatban teltek, bár néha előfordultak nézeteltérések is, ezért külön erre a célra rendszeresített egy szobát, hogy az együttes tagjai ne a stúdiómunkások előtt veszekedjenek.

## Dalszerkezet
- Bohemian RhapsodyAz úgynevezett "operai rész" bevezető részlete.
- Bohemian RhapsodyAz úgynevezett "heavy metal rész" bevezető részlete.

Nem tudod lejátszani a fájlt?
A dal több jól elkülöníthető részekre tagolható, leggyakrabban három nagy részre osztják: a bevezető lírai rockra, a középső opera részre, és a befejező hard rock részre. Mindegyik 4/4-es ütemben íródott, kivéve a bevezető rész egy sorát, amely 9/8-os ütemű. A lírai rész két versszakát leszámítva nem található dallamismétlés benne. Az együttes diszkográfiájában Mercury dalai között nem volt előzmény nélküli ez a fajta zenei stílus, előzménynek tekinthető a Queen albumról a „My Fairy King” és a „Liar”, vagy a Queen II albumról a „The March of the Black Queen” című dal. Ezeknek jellegzetessége a hangulat és tempóváltozások, a többtételes dalszerkezet, és az operaszerű ének. Judith Peraino a dal egyes megoldásait a The Beatles „A Day in the Life” című dalában hallottakhoz hasonlította.
A dal egy négyszólamú a cappella felvezetéssel indul, amelyet egyedül Mercury énekel (B-dúrban VI. fokú terckvart akkord). 15 másodperc után belép a hangversenyzongora, és felváltva hallható Mercury és a kórus hangja. A kromatikus „easy come, easy go” sorok az álomszerű hangulatot erősítik. Az ez utáni rész rögtön a hangversenyzongora és a basszusgitár közös mély hangzásával indít, Mercury hangja pedig harmonikusból szenvedélyesbe megy át. 1:19-nél belépnek Taylor dobjai is. A kromatikus basszusjáték esz felé modulál, így kétségbeesett hangulatot kelt. A zongora ugyanazt a motívumot játssza ütemről ütemre, viszont helyenként a fő harmónia „szolgálatába áll”. Egy bizonyos ponttól kezdve az ének érzelmi telítettsége és hangszíne nő, ehhez csatlakozik a kíséret is, majd a legmagasabb ponton bekapcsolódik a gitár hangja, és elhangzik a gitárszóló.
A szóló képzi a hidat a ballada és az opera rész között. Baker visszaemlékezései szerint egy sávra vették fel, ahelyett, hogy rétegelték volna a hangzását. May saját maga alakította a szólót, elmondása szerint egy olyan dallamot akart alkotni, amely nem hasonlít a fő melódiához. A harmadik percet elérve hirtelen elcsendesül a gitár hangja, és az ütemes zongorahang bevezeti az opera részletet. Ezt a részt többnyire csak egyszerű zongoramotívum követi, amely utánozza az énekhangot. Az erőteljesebb vokális részeknél a dob is felhangzik mellette, megerősítve a hangzást. Ez a rész a dal legkidolgozottabb, vokál szempontjából legbonyolultabb része, amelynek a felvételei egy egész hétig tartottak. Taylor szerint hármójuk összhangja eredményezte a magas minőséget, és a széles hangterjedelmet: „Brian nagyon mélyre tudott lemenni, Freddie-nek nagyon erőteljes hangja volt középen, én pedig a magas hangokban voltam jó”. Taylor az utolsó ütemben egy oktávval magasabban énekli a kórust.
Az opera részt rögtön a hard rock rész követi, amely egy hagyományos rockdalhoz hasonlít gitárvezérelt hangzásával, erőteljes ritmusszekciójával, és agresszív énekével. A gitárriffet Mercury írta. Egy versszak után a gitárhang kiteljesedik egy duplán játszott melódiában (amelynek feljátszásához May a John Deacon által épített Deacy Amp erősítőt használta), majd fokozatos ereszkedés következik, és egy zongorás levezető. A dalt gong zárja le.

## Szöveg és értelmezés
Rögtön a megjelenésétől kezdve, egészen napjainkig találgatások folynak, hogy mire utal a dal szövege. Az úgynevezett opera rész több nehezen értelmezhető kulturális utalást is tartalmaz. A szöveg megemlíti a „scaramouche” szót, ami utalhat az 1921-ben kiadott ugyanazon című regényre. Operai hatást mutat a „figaro” szó, ami a Figaro házassága című Mozart operából származik. A „fandango” egy spanyol eredetű táncstílus. Belzebub a Sátán egyik említési formája Máté evangéliumából. A „biszmillah” arab kifejezés, amely nagyjából annyit jelent: „Allah nevében”. Többször hallható az olasz fizikus, Galileo Galilei keresztneve is.
Maga Mercury nem szeretett ilyen ügyekben nyilatkozni, mert jobban szerette, ha a hallgató maga dönti el, mit ért ki dalból: „Ez azon dalok egyike, amelyeknek erős fantáziavilága van. Szerintem az embereknek egyszerűen csak meg kellene hallgatniuk a dalt, elgondolkodniuk, és aztán kitalálniuk, hogy nekik mit mond… A „Bohemian Rhapsody” természetesen nem a semmiből jött. Végeztem először egy kis kutatást, bár a dal alapvetően egy nyelvtörő és egy ál-opera keveréke.” Brian May szerint a szöveg önéletrajzi ihletésű, szerinte Mercury egyik gyermekkori traumáját énekelte meg. Valószínű, hogy mélyebb jelentéstartalmat May sem ismer, bár elmondása szerint ha tudná, sem árulná el, mert abban az időben hallgatólagos megegyezés volt a tagok között, hogy egymás dalszövegeit, a dalok jelentését magánügyként kezelik. Roger Taylor azt nyilatkozta, hogy a dal mondanivalója komoly, és csak a dal közepi rész paródia.
Kritikusok és akadémikusok is tanulmányozták a szöveget, és különböző feltevésekre jutottak. Egyes vélemények szerint egy gyilkosságot mesél el, majd a gyilkos harcát a démonokkal, esetleg a lelkiismeretével. Mások szerint az öngyilkosság előtti tudatállapotot ábrázolja, kapcsolatba hozva Albert Camus Közöny című regényével, amelyben a főszereplő megöl egy embert, majd a kivégzése előtt dühösen utasítja el a pap feloldozását. Volt olyan feltételezés is, hogy a szöveg csak mellékes része a dalnak, követi annak fordulatait, ennélfogva nincs különösebb értelme. Ezt támasztja alá Kenny Everett nyilatkozata is, amelyben azt mondta, hogy maga Mercury árulta el neki, hogy a szöveg véletlenül rímbeszedett ostobaságok sorozata. Néhányan szoros összefüggéseket láttak a szöveg és Mercury magánélete között. Sheila Whiteley zenei szakértő szerint a dal írásakor Mercury fontos magánéleti változáson ment keresztül, és talán épp akkor kezdett bele az első homoszexuális kapcsolatába. Hasonló feltételezések szerint a szöveg egyfajta metafora a coming outra. A Greatest Hits kazetta iráni kiadásának füzetében olvasható egy laza értelmezés a dallal kapcsolatban. E szerint a szöveg egy olyan fiatalemberről szól, aki megölt valakit, majd eladta a lelkét az ördögnek, mint Dr. Faust. A kivégzése előtti éjszakán azonban az Isten, és az ő angyalai kiszabadítják a Sátán fogságából.

## Megjelenés és fogadtatás
Az A Night at the Opera felvételekor még nem volt eldöntve, melyik dal lesz a legelső kislemez – egy bizonyos ponton komolyan fontolgatták, hogy a „The Prophet’s Song” legyen az, habár az majd két perccel hosszabb volt a Bohemian Rhapsodynál. Mercury később kitartott a dal mellett, de az EMI vezetői nem értettek egyet azzal, hogy egy majdnem hatperces dal legyen a vezető kislemez, mert tartottak attól, hogy nem kap játékidőt a rádiókban: „csak az első néhány taktust játsszák le, aztán lekeverik”. Azt javasolták, hogy rövidítsék le három perc környékére, de Mercury elképesztőnek tartotta, hogy miután összegyúrt három dalt egybe, azt kérik tőle, hogy szedje őket szét.
Az együttes kikérte Kenny Everett rádiós műsorvezető tanácsát, aki akkoriban Mercury közeli barátja volt. Miután lejátszották neki, Everett azt mondta, hogy a dal sikeres lehet, és kért egy másolatot a szalagokból, amit meg is kapott azzal a feltétellel, hogy nem mutatja meg senkinek. May később azt mondta, hogy Mercury és Everett összekacsintottak, amikor erről beszéltek, így utalva arra, hogy azzal a reménnyel adták oda a szalagokat, hogy Everett lejátssza a dalt a rádióban. Ez meg is történt, a rákövetkező két napon Everett tizennégy alkalommal leadta a dalt teljes hosszában. A rádióhallgatók felfigyeltek a dalra, de mivel a lemezboltokban nem volt kapható, elárasztották telefonhívásokkal az EMI irodáját. A kiadó vezetői dühösen reagáltak az együttes felé, amiért aláásták a tekintélyüket, de mivel kereslet volt rá, megjelenhetett a kislemez. Furcsa módon Amerikában is hamarabb lejátszották a rádióban, mint ahogy megjelent volna: Paul Drew, az RKO rádió lemezlovasa Londonban hallotta a dalt, és sikerült szereznie egy másolatot. A kislemez végül mind Angliában, mind Amerikában vágás nélkül, teljes hosszában jelenhetett meg.
A fokozott várakozás és folyamatos rádiójelenlét ellenére csak a 47. helyen kezdett a brit slágerlistán, ami az addig megjelent kislemezeik közül a legalacsonyabb kezdés volt. Viszont rohamosan javult a helyezése, három hét után már a kilencedik helyre került, egy hétre rá pedig az első helyre ugrott, és kilenc egymást követő héten listavezető volt. Ez a teljesítmény 1975-ben rekordnak számított, addig más kislemez sosem szerepelt ennyi összefüggő ideig a slágerlista első helyén. Az angliai eladásai nagyon kedvezőek voltak, 1976 elején aranylemez lett (ami 600 ezer eladott példányt jelent), és pár hónap alatt több mint egymillió példány kelt el belőle. Amerikában mérsékeltebb volt a kereskedelmi sikere: a 81. helyen nyitott a Billboard Hot 100-on, 24 hetet töltött a listán, és a 9. helyen tetőzött. A mérsékeltebb fogadtatás ellenére 1976-ban itt is aranylemez lett (500 ezer példány feletti eladással). Listavezető lett több országban, úgy mint Kanadában, Hollandiában, Belgiumban, Új-Zélandon, Írországban és Ausztráliában.
A későbbi sikerei ellenére megjelenésekor vegyes kritikákat kapott. A Melody Maker magazin kritikusa szerint olyan, mintha egy amatőr operatársulat előadná a Penzance kalózait, ellenben a New Musical Express szerint az album meghatározó dala, és nagyszerű példája a Queen mesteri produceri és zeneírási képességeinek. Az 1975-ös év végi listákon a Record Mirror magazin a kilencedik, a New Musical Express a negyedik legjobb dalnak sorolta. 1976-ban Mercury Ivor Novello-díjat kapott érte.

Az 1991-es újrakiadás borítója

Freddie Mercury 1991-es halála után kívánsága szerint újra megjelent: Angliában dupla A-oldalas kislemezen, másik oldalán a „These Are the Days of Our Lives” című dallal. Tizenhét évvel a legelső megjelenése után már kultstátuszban volt a rajongók szemében, és a Mercury halála miatti sajtóvisszhang is elősegítette a sikerét, így rögtön az első helyen nyitott a brit slágerlistán, és öt hétig volt listavezető. A kiadvány még abban az évben aranylemez lett, ami 400 ezer példány feletti eladást jelent. Amerikában 1992 februárjában jelent meg (B-oldalán a „The Show Must Go On” című dallal), gyengébben szerepelt: az első négy héten még a Top 10-be sem került be, mert az itteni klasszikus-rock rádióadók nem játszották a hossza miatt. Ugyanebben az időszakban jelent meg a Wayne világa című vígjáték, amelynek a bevezetőjében elhangzik a dal egy részlete – a film készítői később összevágtak egy videóklipet is, amely a filmből való jeleneteket az eredeti videóklippel vegyítette, és amelyet az MTV is a műsorára tűzött. Ennek köszönhetően a dal népszerűsége jelentősen megnőtt, és végül a második helyet érte el a slágerlistán. Az ugyanakkor megjelenő filmzene albumnak a „Bohemian Rhapsody” volt az egyik húzódala, az album pedig az első helyet érte el a Billboard Top 200-on. A kislemez 1992-ben Amerikában is aranylemez lett, ami 500 ezer példány feletti eladást jelent.
Az évek elteltével nagy kritikai elismerésre tett szert, napjainkban pedig a legjobb rockdalok között tartják számon. Gyakori jellemzés a dallal kapcsolatban, hogy jól kifejezi az 1970-es évek bombasztikusságát, és hogy mértéket állított a progresszív zenekarok elé. Már két évvel a megjelenése után, 1977-ben elismerte a jelentőségét a Brit Hanglemezgyártók Szövetsége (BPI), amikor az 1952 és 1977 közötti korszak legjobb brit kislemezének nevezte. 1998-ban a Guitar World magazin olvasói a „Minden idők 100 legjobb gitárszólója” listán a 20. helyre szavazták. A Rolling Stone magazin „Minden idők 500 legjobb dala” listáján a 166. helyre került. A Q magazin 1999-es „Minden idők 100 legjobb kislemeze” listáján a harmadik, a 2003-as „100 dal, amely megváltoztatta a világot” listáján a 32. helyre került. A VH1 zenei csatorna „Minden idők 100 legjobb rockdala” listáján a 27. helyre került. Felkerült a Rock and Roll Hall of Fame „500 dal, amely formát adott a rock and rollnak” listájára. A népszerűsége a zenehallgatók körében is folyamatos volt. Egy felmérés szerint 2009-ig Angliában a második legtöbbször játszották le a zenegépeken az elmúlt 75 évben. 2004-ben beiktatták a Grammy Hírességek Csarnokába, a mai napig ez volt az egyetlen Grammy, amit az együttes megnyert. A népszerűsége a rajongók között napjainkig töretlen, a Nielsen Soundscan felmérése szerint 2010 szeptemberéig több mint kétmillió alkalommal vásárolták meg az erre szakosodott weboldalakról.

## Videóklip

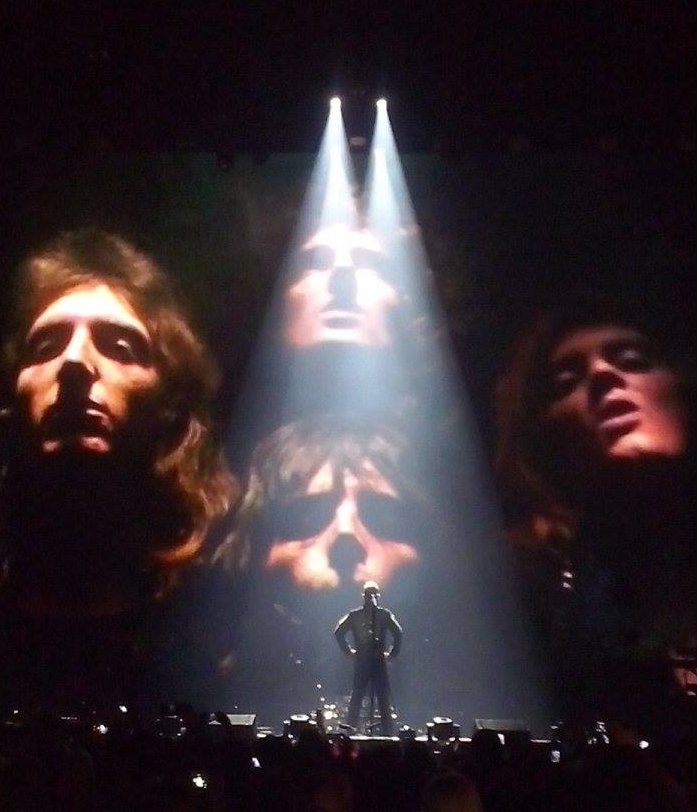
A videóklip kezdő és befejező alapállása Robbie Williams 2015-ös lengyelországi koncertjén

Az együttest 1975 novemberére meghívták a BBC népszerű Top of the Pops zenei műsorába, hogy adják elő a dalt. May elmondása szerint ezt két okból sem akarták: egyfelől tudták, hogy egy ilyen komplex szerzeményt nem tudnának hitelesen elutánozni (a dalokat szalagról játszották a műsorban, az előadók csak tátogtak), ráadásul novemberre már előre be voltak tervezve az angliai koncertkörút időpontjai. Ezek miatt döntöttek úgy, hogy egy felvételt küldenek maguk helyett, amelyen előadják a dalt. A rendezésre Bruce Gowers televíziós rendezőt kérték fel, akivel 1974-ben, a Rainbow Theatre-ben előadott koncertjük felvétele során már dolgoztak együtt. A klipet 1975. november 10-én, mindössze négy óra hossza alatt, 4500 font költséggel vették fel. A rendező felhasználta az együttes ötleteit is a kivitelezésnél.
A klip bevezető részénél az együttes rögtön felveszi azt a híres pózt, amely később az egyik ismertetőjegyükké válik: sötét háttér előtt, sötét ruhákban, az arcukat megvilágítva állnak, felül May, alul Mercury, szemből nézve balról Deacon, jobbról pedig Taylor helyezkedik el. A jelenetet a Queen II album borítóján lévő hasonló kép inspirálta (amely egy ikonikus Marlene Dietrich fényképről lett mintázva). A dal következő szakaszában az együttes a színpadképében látható, ahogy előadják a dalt. Az opera szakasznál újra visszatérnek a bevezető képéhez, a furcsa dalrészleteket ilyen pózban adják elő. Itt alkalmazták az akkoriban újdonságnak számító video-visszacsatolás nevű effektust. Az úgynevezett „hard rock” résznél visszatérnek a színpadképhez, a befejező pár mondatot pedig újra az alapfelállásban adják elő.
A klip nagy elismertségre tett szert. Gyakran hallható róla az a leegyszerűsített kijelentés, hogy ez volt az első videóklip, de már jóval korábban is készültek kísérőfilmek a dalokhoz. A „Bohemian Rhapsody” klipje mindazonáltal az elsők között használta a videó médiumát egy dal reklámozásához, és közvetve, a befolyása által hozzájárult az 1980-as évek videóklip korszakának kialakulásához. A filmet később több előadó is parodizálta, az együttes is hivatkozott rá az 1985-ös „One Vision” című dal klipjében: itt ugyanazzal a jelképes pózzal indul a film, csak az együttes tagjai tíz évvel öregebbek.
Az 1992-es amerikai újrakiadáshoz szintén készítettek videóklipet, amely egyaránt felhasznált elemeket az 1975-ös klipből, és a Wayne világa című filmből. Elhíresült a klip azon része, amikor az autóban ülő szereplők erőteljes gesztikulációkkal éneklik a kazettáról hallgatott dal operarészletét, majd pedig ütemre rázzák a fejüket a hard rock szakasznál. Shelton Waldrep szerint a jelenet jó példa arra, hogy a rajongótábor „rituálisan tanúja legyen egy dal kanonizációjának”. Ez a változat 1992-ben MTV Video Music Awards díjat nyert a „legjobb videóklip egy filmből” kategóriában.
2008 augusztusában a többi Queen klippel együtt ezt is kitették a legnépszerűbb videómegosztóra, a YouTube-ra. 2019-ben jelentős hatást gyakorolt az együttes történetét feldolgozó Bohém rapszódia című film a videóra, ami így elérte az 1 milliárd megtekintést, ennek tiszteletére kiadták a klip digitálisan felújított változatát.

## Élőben
Az a cappella bevezető túl bonyolult volt ahhoz, hogy élőben is ezzel kezdjék a dalt. Amikor a „Mustapha” című daluk koncertkedvenc lett, Mercury gyakran használta a „Bohemian Rhapsody” bevezetőjének, egyetlen énekhanggal így sokkal könnyebb volt belekezdenie a dalba. A Hot Space Tour során, majd néha később is zongora improvizációval, gyakran a „Death on Two Legs” bevezető zongoraszólamaival indította. Több esetben ha Mercury a zongoránál ült, és az előző dal után egyből a ballada szekciót kezdte játszani, minden bevezetés nélkül. Közvetlenül a dal megjelenése után nem találtak megoldást rá, hogyan játsszák le élőben a bonyolult opera szekciót. Emiatt az A Night at the Opera Tour előadásai során darabokra szedték, a bevezető és befejező ballada részt egy nagy keverék részeként játszották, a „Killer Queen” és a „The March of the Black Queen” dalokat illesztve az opera és a heavy metal szekciók helyére.
Az A Day at the Races turnétól kezdve kialakult egy végleges formája a színpadi lejátszásának: a bevezető balladát egészen a gitárszólóig élőben játszották, majd elsötétedett a színpad, és amíg az együttes háttérbe vonult, addig az operaszekciót szalagról bejátszották. Miután elhangzott Roger Taylor „for me” éneke, egy pirotechnikai robbanással visszatért az együttes, és a hátra maradt részeket ugyancsak élőben adta elő. Minden koncertjükön előadták egészen az 1986-os Magic Tourig, így szerepelt a Live Killers, Live Magic, Live at Wembley ’86 koncertalbumokon, és a Queen: Live at Wembley Stadium, Queen Rock Montreal, Queen on Fire – Live at the Bowl és Return of the Champions DVD-ken.
Az 1992. április 20-án lezajlott Freddie Mercury-emlékkoncerten Elton John és Axl Rose adta elő a Queen három tagjával. A bevezető ballada részt Elton John, a befejező heavy metal részt Axl Rose énekelte. A 2005/2006-os Queen + Paul Rodgers koncerteken az 1986-os Wembley Stadionban adott koncerten felvett filmet játszották a kivetítőn, ahol Mercury adja elő a dalt, ennek megfelelően az opera szekció is felvételről hangzott. Az előadás közben Paul Rodgers énekes levonult a színpadról, és az egész színtér elsötétedett – May és Taylor viszont élőben kísérték Mercury énekét. Rogers a heavy metal szekcióra tért vissza, itt már ő énekelte a szöveget.

## Feldolgozások
A dal az egyik legtöbbször feldolgozott Queen művek közé tartozik. Annak ellenére, hogy viszonylag bonyolult akár stúdióban, akár élőben előadni, mindkét változatban készültek feldolgozások. Több későbbi kislemezen is megjelent feldolgozás előkelő helyet érte el a brit slágerlistán.
Az egyik legelső feldolgozás a Bad News nevű paródia/glam metal együttes 1987-es Bad News albumára készült. Ez a feldolgozás kislemezen is megjelent, és a 44. helyet érte el az angol slágerlistán. A dal producere Brian May volt. Hasonlóan humoros átdolgozásban jelent meg “Weird Al” Yankovic 1993-as Alapalooza albumán, polka stílusban, Bohemian Polka néven. Az Iron Maiden énekese, Bruce Dickinson és Montserrat Caballé spanyol opera-énekesnő duettben adták elő 1997-es Friends for Life albumukon. A G4 nevű pop-opera formáció verziója kislemezen is megjelent 2005-ben, és a 9. helyet érte el az angol slágerlistán. A The Flaming Lips alternatív rock együttes a 2005-ös Killer Queen: A Tribute to Queen tribute albumon dolgozta fel. Később koncerteken is előadták. Kétszer adták elő jelentősebb angliai jótékonysági rendezvényen: először 1993-ban a vezető TV hálózatok Comic Relief rendezvényén (az eredeti videóklip paródiáját adták elő), majd 2005-ben a BBC News hírolvasóinak előadásában a Children in Need szervezet javára. 2009 decemberében a Muppet Show bábjainak szereplésével készítettek feldolgozást.
A Dream Theater progresszív metal együttes gyakran adta elő koncertjein. Az együttes 1995-ös A Change of Seasons című középlemezén is szerepelt a The Big Medley című, több mint tíz perces, több dalból álló keverékben. Newton Faulkner folkzenész egyetlen gitárral, és szóló énekkel adta elő. A kelta zenét játszó Dannan együttes Hibernian Rhapsody címmel adta elő ugyanezen című 1996-os albumán. A hangszeres elrendezés a hagyományos ír népzene hangszereit alkalmazta. A Phish rockegyüttes 1996 szilveszterén adta elő, egy gospel kórussal kiegészülve. A The Ten Tenors egy berlini koncerten adták elő a saját verziójukat, a feldolgozásuk felkerült a Tenology című albumukra is. A hangszerek nagy részét a hangjukkal utánozták. 2008-ban Emilie Autumn amerikai énekesnő dolgozta fel Girls Just Wanna Have Fun/Bohemian Rhapsody című középlemeze egyik címadó dalaként. Több American Idol-versenyző előadta: Kellie Pickler, Michael Johns, Constantine Maroulis. Magyarországon 2009-ben, az RTL Klub televízió Csillag születik című tehetségkutató műsorának második szériájának győztese, Tabáni István adta elő.

## Közreműködők
- Ének: Freddie Mercury
- Háttérvokál: Freddie Mercury, Brian May, Roger Taylor

Hangszerek:
- Roger Taylor: Ludwig dobfelszerelés, Paiste gong, chimes
- John Deacon: Fender Precision Bass
- Brian May: Red Special
- Freddie Mercury: Bechstein zongora

## Kislemez kiadás
| 1975-ös eredeti megjelenés: 7": EMI 2375 (Anglia) / Elektra E-45297 (Amerika) 1. Bohemian Rhapsody – 5:55 2. I’m in Love with My Car – 3:10 3": Parlophone QUECD3 (Anglia, 1988) 1. Bohemian Rhapsody – 5:55 2. I’m In Love With My Car – 3:10 3. You’re My Best Friend – 2:52 | 1991-es újrakiadás: 7": Parlophone QUEEN 20 (Anglia) 1. Bohemian Rhapsody – 5:55 2. These Are the Days of Our Lives – 4:13 5" CD: Parlophone CD QUEEN 20 (Anglia) 1. Bohemian Rhapsody – 5:55 2. These Are the Days of Our Lives – 4:13 7":Hollywood PRCD-10145-2 (Amerika) 1. Bohemian Rhapsody – 5:55 2. The Show Must Go On – 4:31 |  |

## Helyezések
| Ország      | Helyezés | Eladási minősítések | Eladás     |
| ----------- | -------- | ------------------- | ---------- |
| Anglia      | 1        | platina             | 1 000 000+ |
| Amerika     | 9        | arany               | 1 000 000+ |
| Japán       | 48       | —                   | —          |
| Németország | 7        | —                   | —          |
| Hollandia   | 1        | —                   | —          |
| Ausztrália  | 1        | —                   | —          |

| Ország     | Helyezés | Eladási minősítések | Eladás   |
| ---------- | -------- | ------------------- | -------- |
| Anglia     | 1        | platina             | 600 000+ |
| Hollandia  | 2        | —                   | —        |
| Ausztrália | 5        | —                   | —        |
| Amerika    | 2        | arany               | 500 000+ |